# Francisco Núñez Olivera
Francisco Núñez Olivera (Bienvenida, 13 dicembre 1904 – Bienvenida, 29 gennaio 2018) è stato un supercentenario spagnolo che detenne il primato mondiale di persona di sesso maschile vivente più longeva dall'11 agosto 2017, con la morte dell'israeliano Yisrael Kristal, al suo stesso decesso.

## Biografia
Nacque a Bienvenida, nella provincia di Badajoz, in Estremadura e visse per tutta la vita in questa località. Imbracciò le armi a 19 anni per andare a combattere nella guerra del Rif; era inoltre un veterano della guerra di Spagna. Era soprannominato Marchena per via della somiglianza fisica con il cantante, cantautore, attore e ballerino di flamenco Pepe Marchena.
La moglie di Núñez Olivera morì nel 1988; i due figli maschi della coppia morirono prima del padre. Nei suoi anni da ultracentenario visse con la figlia maggiore, María Antonia. Olivera si sottopose all'asportazione di un rene all'età di 90 anni e ad un intervento di rimozione della cataratta a 98 anni, dopodiché godette sempre di buona salute.
Divenne l'uomo vivente più anziano al mondo dopo la morte di Yisrael Kristal, l'11 agosto 2017; il 13 dicembre 2017 compì 113 anni, quindicesima persona di sesso maschile in ordine di tempo a raggiungere (o superare) questa età. Morì 47 giorni dopo, il 29 gennaio 2018. Al momento del suo decesso, era l'ultimo veterano spagnolo della guerra del Rif, nonché il veterano più longevo della guerra civile spagnola. Alla morte di Núñez Olivera, il titolo di persona di sesso maschile vivente più anziana al mondo passò al giapponese Masazō Nonaka.